# Biglobe
BIGLOBE (ビッグローブ) (combinaison du mot « big » et « globe ») est un des leaders des fournisseurs d'accès internet au Japon, dirigé par NEC BIGLOBE, Ltd.

KDDI a acheté la société en janvier 2017 pour quatre-vingts milliards de yens, ce qui en fait le deuxième fournisseur national de connexions internet par fibres optiques.